# 早吸日女神社 (佐伯市)
早吸日女神社（はやすいひめじんじゃ、はやすひめじんじゃ）は、大分県佐伯市蒲江西野浦にある神社。主神として住吉三神（上筒男神（うはつつのおのかみ）、中筒男神（なかつつのおのかみ）、底筒男神（そこつつおのかみ））、相殿神として迦遇突知命、事代主命を祀る。

## 概要
久安元年（1145年）の創建と伝えられる。
大祭である御神幸祭は、2年ごとの7月24日に行われる。御神幸祭で演舞される八人太鼓及び獅子舞は大分県の無形民俗文化財に指定されている。八人太鼓は、正徳2年（1712年）3月に社殿を再建した折に演舞されたのが始まりとされる。御神幸祭では、3基の神輿が本殿から約1.2km離れた御旅所へ向かって地区を御幸するが、そのそれぞれに八人太鼓組が付き、神輿に従って演舞を行う。神輿同士が出会うと、神輿をぶつけ合うけんか神輿が行われる。近年では神輿の担ぎ手不足のために、2005年を最後に御神幸祭が開かれていなかったが、2009年に4年ぶりに開催されている。

## 文化財
- 大分県指定無形民俗文化財
  - 早吸日女神社八人太鼓 附獅子舞（1976年3月30日指定）